# Contemporanea (collana)
Contemporanea,  è una collana editoriale della casa editrice il Mulino. Inaugurata nel 1983 col libro di Giuliano Amato Democrazia e redistribuzione: un sondaggio nel Welfare statunitense, ha pubblicato opere di storici, politologi, economisti, sociologi, ma anche di protagonisti della politica e dell'economia. Giunta nel 2021 a più di 300 volumi, ha ospitato, tra i molti, Pino Arlacchi, Lorenzo Bini Smaghi, Sabino Cassese, Filippo Cavazzuti, Ilvo Diamanti, Marco Follini, Franco Garelli, Piero Ignazi, Enrico Letta, Arrigo Levi, Luigi Manconi, Renato Mannheimer, Tommaso Padoa-Schioppa, Gianfranco Pasquino, Mario Pirani, Giorgio Prodi, Alberto Quadrio Curzio, Sergio Romano, Gian Enrico Rusconi,  Michele Salvati, Giovanni Sartori, Carlo Trigilia, Ignazio Visco. Collana aperta anche ai temi internazionali, trattati da autori quali David Crystal, Robert Alan Dahl, Jean-Paul Fitoussi, Joseph Nye, Viktor Zaslavskij.